# Change (Sugababes-Album)
Change (deutsch: Veränderung, Wechsel) ist das fünfte Studioalbum der britischen Girlgroup Sugababes und das erste Album mit dem neuen Mitglied Amelle Berrabah, die das Gründungsmitglied Mutya Buena ersetzte.
Obwohl das Album international nicht an den Erfolg des Vorgängers Taller in More Ways anknüpfen konnte, wurde es das zweite Nummer-Eins-Album in Folge in Großbritannien, wo es zudem mit Platin ausgezeichnet wurde.

## Hintergrundinformationen
Anfang 2007 gingen die Sugababes zurück ins Studio, um mit amerikanischen Produzenten an ihrem fünften Studioalbum zu arbeiten.
Am 30. August 2007 trat die Gruppe bei The Album Chart Show auf. Dort feierte die erste Single About You Now Premiere und die Band bestätigte den Albumtitel. Gleichzeitig präsentierten die Sugababes auch die Lieder Denial und Change.
Die französische Version ist eine Greatest-Hits-Zusammenstellung, da dort Overloaded: The Singles Collection nicht erschienen ist. Sie enthält zusätzlich zur Original-Trackliste von Overloaded: The Singles Collection die drei Singles von Change.

### Rezeption
Change wurde größtenteils positiv aufgenommen. Matthias Reichel von cdstarts.de beschrieb das Album als „eine feine Zwischenmahlzeit, betreut von der Champions League der Pop-Produzenten“:

„Dabei gelingen durchaus kleine Überraschungen wie bei der ersten Singleauskopplung About You Now, die nicht auf Anhieb als typischer Sugababes-Song zu erkennen ist – wie es auf dem Album z. B. bei Never Gonna Dance Again, Denial und Undignified der Fall ist – oder mit My Love Is Pink, das als elektrifizierter Dancetrack für Stimmung sorgt. Damit gelingt den Sugababes zwar kein Stilwechsel, den der Albumtitel Change evtl. andeuten soll, dafür aber eine moderne, bekömmliche Hitmischung.“

## Titelliste
1. About You Now (Cathy Denis, Lukasz Gottwald) – 3:32
2. Never Gonna Dance Again (Keisha Buchanan, Heidi Range, Miranda Cooper, Brian Higgins, Tim Powell, Lisa Cowling, Nick Coler) – 3:43
3. Denial (Range, Buchanan, Amelle Berrabah, Flex Turner, Elliot Malloy, Vanessa Brown) – 3:11
4. My Love Is Pink (Buchanan, Range, Cooper, Higgins, Powell, Cowling, Coler) – 3:44
5. Change (Lars Halvor Jensen, Martin Michael Larsson, Niara Scarlett, Range, Buchanan, Berrabah) – 3:37
6. Back When (Dallas Austin, Gary White) – 3:56
7. Surprise (Dennis, Gottwald) – 3:05
8. Back Down (Alonzo Stevenson, Tony Reyes, Buchanan, Range, Berrabah) – 3:50
9. Mended by You (Range, Buchanan, Jony Lipsey, Karen Poole, Jeremy Shaw) – 3:34
10. 3 Spoons of Sugar (Buchanan, Range, Berrabah, Lipsey, Poole, Shaw) – 3:50 [UK Bonus Track]
11. Open the Door (Buchanan, Range, Dennis, Gottwald) – 3:16
12. Undignified (Tom Nichols, Turner, Range, Buchanan, Berrabah) – 3:45

## Singleauskopplungen
Die erste Single des Albums, About You Now, wurde am 1. Oktober 2007 veröffentlicht. Die Sugababes erreichten damit Platz 1 der UK-Charts, in Deutschland Platz 4 der Single-Charts. Die Single war im Vereinigten Königreich vier Wochen auf Platz 1 und konnte damit Push the Button (3 Wochen) übertreffen. Die Sugababes standen gleichzeitig in den Single-, Album- und Download-Charts auf Platz 1 und sind bisher die einzigen weiblichen Künstler, die dies zweimal schafften (zuvor mit Push the Button und dem Album Taller in More Ways).
Die Nachfolgesingle Change erreichte in Großbritannien Rang 13. In Deutschland erreichte der Song Platz 32. Der Song Denial wurde als letzte Single von Change veröffentlicht. Während er Platz 15 in der UK Top 40 erreichte, landete der Song in Deutschland auf Platz 11, in der Schweiz auf der 14 und in Österreich Platz 4.

## Kommerzieller Erfolg

### Chartplatzierungen
| ChartsChartplatzierungen     | Höchstplatzierung | Wochen |
| ---------------------------- | ----------------- | ------ |
| Deutschland (GfK)            | 33 (5 Wo.)        | 5      |
| Österreich (Ö3)              | 32 (5 Wo.)        | 5      |
| Schweiz (IFPI)               | 14 (7 Wo.)        | 7      |
| Vereinigtes Königreich (OCC) | 1 (40 Wo.)        | 40     |

| ChartsJahrescharts (2007)    | Platzierung |
| ---------------------------- | ----------- |
| Vereinigtes Königreich (OCC) | 32          |

### Auszeichnungen für Musikverkäufe
| Land/Region                  | Auszeichnungen für Musikverkäufe (Land/Region, Auszeichnung, Verkäufe) | Verkäufe |
| ---------------------------- | ---------------------------------------------------------------------- | -------- |
| Irland (IRMA)                | Platin                                                                 | 15.000   |
| Vereinigtes Königreich (BPI) | Platin                                                                 | 300.000  |
| Insgesamt                    | 2× Platin ·                                                            | 315.000  |

## Tournee
Die Change-Tour war die vierte Tournee der Band. Die Tour begann mit zwei Livekonzerten in Brentwood am 12. März und am 13. März 2008 und endete am 1. Mai 2008 in Derby. Die Sugababes spielten eine verkürzte Version der Tour auf dem V-Festival 2008 und auf dem Liverpool Summer Pops.
Die australische Sängerin Gabriella Cilmi trat bei den ersten neun der insgesamt 30 Konzerten im Vorprogramm auf.
Die Tour fand ausschließlich in England (27 Konzerte), Schottland (2 Konzerte) und Wales (1 Konzert) statt.

### Setliste
| Teil eins - 1. "Hole in the Head" - 2. "Round Round" - 3. "Never Gonna Dance Again" Teil zwei - 4. "In the Middle" Teil drei - 5. "Ugly" - 6. "Freak Like Me" - 7. "Virgin Sexy" - 8. "Back Down" - 9. "Too Lost in You" - 10. "Don’t Let Go (Love)" - 11. "Denial" | Teil vier - 12. "Change" - 13. "Mended by You" - 14. "Stronger" - 15. "3 Spoons of Sugar" - 16. "Overload" Teil fünf - 17. "Red Dress" - 18. "My Love Is Pink" Teil sechs: Zugabe - 19. "Push the Button" - 20. "About You Now" |